# Bataille des Marolles
La bataille des Marolles se déroule durant l’été 1969, à Bruxelles. Elle oppose les habitants du quartier des Marolles au Ministère public qui les menace d’expropriation en vue d’un projet d’extension du palais de justice qui s’inscrit dans le cadre de la Bruxellisation.

## Contexte
Dès le 30 juin 1969, les habitants des Marolles reçoivent une lettre annonçant leur expulsion. Le Ministère public a l’intention de détruire le quartier dans le but d’y établir de nouveaux bureaux et des salles d’archive pour le palais de justice.
Ce quartier se situe au sud-est de la ville de Bruxelles. Il regroupe cinq îlots situés en-dessous du palais de justice et il est délimité par le boulevard de Waterloo jusqu’à la porte de Hal, le versant droit de la rue Haute et les rues du Faucon et de Wijnants,,.
C’est un quartier qualifié d’insalubre et habité par une population défavorisée dont la moitié a plus de 60 ans. Il est notamment connu pour son rôle d’intégration de la population étrangère. Les habitants y exercent des petits métiers comme chiffonnier, ferrailleur, commerçant, etc,,,,,.
Dans ce contexte a lieu la « Bruxellisation » conduite par des promoteurs privés associés à l’État. Ce terme qualifie le processus de modernisation qui comprend différents projets urbanistiques comme la destruction de structures existantes, des travaux d’infrastructure et d’extension, etc. Les projets de modernisation sont remis en cause en tant qu’ils s’inscrivent dans l’idéologie capitaliste. La Bruxellisation suscitera la naissance de luttes urbaines, comme dans le Quartier Nord et celui des Marolles.

## La bataille

### Mobilisation
L'une des caractéristiques de la bataille des Marolles est qu'il s'agit d'une bataille pacifique. Il n’y a donc eu aucune lutte physique, ce qui explique que tout le quartier a pu se soulever et manifester, les vieilles personnes et les enfants au même titre que les jeunes adultes,,.
Après que les habitants aient reçu les lettres d’expropriation, un mouvement de contestation a débuté à l’initiative de Jacques Van der Biest, vicaire du quartier des Marolles. D’autres facteurs expliquant le début de la résistance sont notamment le souvenir de l’expulsion des populations durant le XIXe siècle pour la construction du palais de justice et le sentiment d’agression envers une population très pauvre.
La mobilisation se traduit par des conférences de presse, des affiches et des peintures portant le slogan « NON » distribuées partout dans le quartier ainsi que dans la ville, des discussions via des télégrammes envoyés aux ministres, etc. Cette mobilisation se base sur la solidarité du quartier. En effet, la force de ce dernier vient du fait qu’ils ne sont pas seuls et qu’ils ne se laissent donc pas aveugler par la société de consommation qui, selon Jacques Van der Biest, tente de faire croire qu’il faut un logement moderne pour vivre de manière agréable.

### Comité général d’action des Marolles
Durant la bataille des Marolles et celles d’autres quartiers qui se dérouleront dans le même contexte, différents comités de quartier vont être mis en place. Ils ont pour objectif d’exprimer le mécontentement de la population dont l’avis est négligé.
Le comité du quartier des Marolles, créé dès 1969 par Jacques Van der Biest,,, est connu sous le nom de Comité général d’action des Marolles (CGAM). Il jouera un rôle essentiel dans la victoire des Marolliens, notamment en tant qu’il dénoncera l’architecture fonctionnaliste et défendra la mixité propre de la population du quartier,. Il servira également de lieu de rassemblement pour que les habitants établissent leurs plans d’action, se tiennent informés des avancées du projet, il organisera les discussions, etc,.

### Jacques Van der Biest
Jacques Van der Biest, décédé en 2016, est le curé de la paroisse des Saints-Jean-et-Étienne-aux-Minimes, dite 'paroisse des Marolles'. Il voit les mutations urbaines comme une régression qui a pour conséquence de déposséder les habitants, en particulier les plus pauvres, de leur communauté collective. C’est pourquoi il prendra la tête de la mobilisation en 1969 et revendiquera l’arrêt des expropriations. Il devient dès lors la figure de la résistance.
En effet, il s’investit énormément dans la bataille. Il est à l’origine du CGAM, fait des rassemblements et sert de porte-parole. Sa force vient de toute l’attention qu’il porte à la communauté ainsi qu’à l’importance de la vie collective. En outre, il a la conviction que seule l’action collective est capable d’exercer une influence au sein de la société. Il est d’ailleurs le seul à s’intéresser à l’opinion et aux sentiments de la population lorsqu’il est prévu de démolir le quartier. Avant qu’il ne demande aux habitants leur avis, les gens pensaient qu’ils n’auraient pas d’autre choix que de partir.

## Victoire

### Abandon du projet
À la suite de l’important soulèvement de la population du quartier des Marolles, les pouvoirs publics décident, fin août 1969, d’abandonner le projet d’agrandissement du palais de justice, pour y substituer un projet de rénovation des logements insalubres présents dans le quartier. C’est une victoire pour les Marolliens.
Cette idée de modernisation trouve son origine dans la volonté de l’État de restaurer et d’adapter les habitations anciennes avec l’évolution que connaît la société.

### Facteurs de la victoire
La victoire de la bataille est le résultat de plusieurs facteurs dont le principal est la situation du Quartier Nord, qui connaît la destruction de nombreuses maisons et l’expulsion de ses habitants. En effet, l’ensemble des quartiers populaires de Bruxelles se sentent menacés, ce qui encourage d’autant plus les Marolliens à contester le projet d’extension afin que ce schéma ne se répète pas dans leur quartier.
On remarque également que d’autres éléments mènent au succès de la bataille tel que l’apparition, sous l’influence de Jacques Van Der Biest, des différents mouvements de mobilisation et de contestation dans la population marollienne. Le CGAM a effectivement joué un rôle déterminant grâce à ses efforts qui ont favorisé le développement de ces mobilisations,.
Le quartier des Marolles est à lui seul un facteur de victoire. En effet, le projet d’expropriation concerne un espace limité, cinq îlots en tout du quartier des Marolles, dénombrant pas moins de 1 500 personnes qui prendront part à cette bataille. Dès lors, une résistance menée par les habitants et soutenue par les médias ainsi que par le reste de la ville qui voit ce quartier comme un lieu symbolique prend place contre le Ministère public, clairement défini comme étant l’ennemi,.

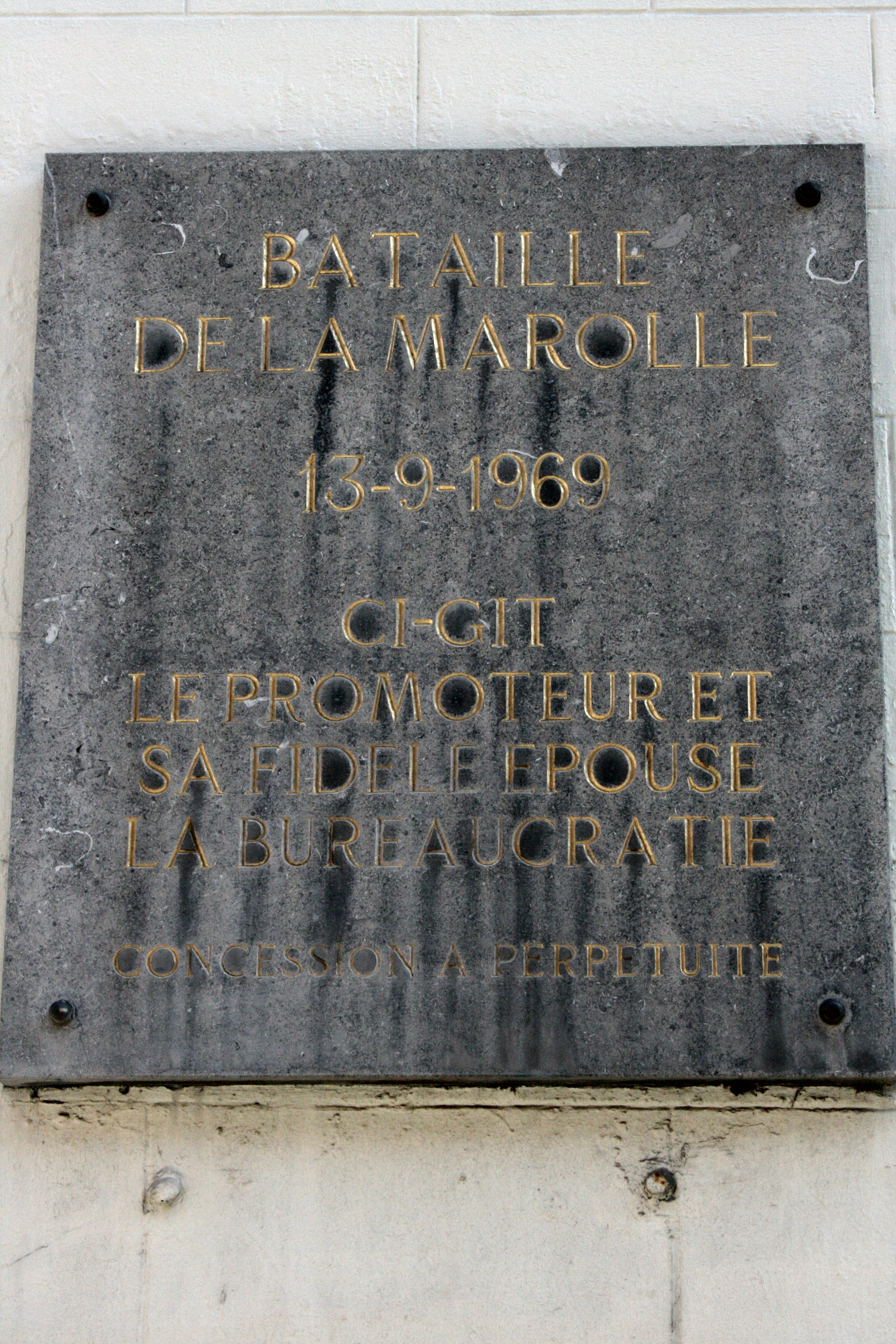
Plaque commémorative située rue Montserrat

### Célébration
En septembre 1969, une fois le projet abandonné, la bataille des Marolles prend fin. Les Marolliens célèbrent cette victoire par l’organisation de l’enterrement symbolique du « Promoteur, de son épouse fidèle Bureaucratie et de leur enfant Expropriation ». Les gens paradent dans les rues et autour du palais de justice, en chantant et en exprimant leur joie.
Afin de ne pas oublier ce qu’il s’est passé dans le quartier, les Marolliens ont décidé d’y installer une plaque commémorative, située rue Montserrat.

## Conséquences

### Création d’organisations
À la suite de la bataille, émergent des organisations locales qui visent à éviter la répétition de ce type d’expérience dont le Comité général d’action des Marolles et l’Atelier de recherche et d'action urbaines (ARAU).
Des architectes, des syndicalistes et des juristes créent, en 1969, l’association de l’ARAU qui vise à défendre les droits des habitants dans la ville et à soutenir les comités qui se créent là où on envisage des travaux de modernisation. L’association s’oppose à l’urbanisme fonctionnel favorisé par Bruxelles. Jacques Van der Biest a participé à cette création.
C’est dans cette optique qu’émergent de nombreuses associations et comités d’habitants. Des fédérations de comités seront aussi créées : Inter-Environnement Bruxelles (IEB) et son équivalent néerlandophone Brussele Rad voor het Leefmilieu (BRAL),.
Ces organisations ont influencé la politique urbaine de Bruxelles et ont participé au développement de l'agglomération bruxelloise (1971) ainsi qu’à celui de la Région de Bruxelles-Capitale (1979) . En effet, la Région bruxelloise s’appuie dans un premier temps sur ces associations pour construire sa légitimité politique.

### Rénovation du quartier
Après l’abandon du projet d’extension du Palais de justice, le quartier, avec l’aide du Comité d’Action, met en place un plan de rénovation approuvé par la population réunie en assemblée générale. La ville et l’État soutiennent également le projet. La bataille a mis en évidence les conditions de vie de la population, notamment concernant les habitations précaires. L’Opération Pilote de Rénovation de la Marolle (OPRM) se met en mouvement à partir de 1970. Elle se déroulera en trois phases, pour éviter de trop importantes perturbations dans la vie du quartier,,.
Certaines familles, très attachées à leur mode de vie, ont cependant refusé le programme de rénovation présenté et ont donc décidé de quitter le quartier. D’autres sont également parties en raison de la lenteur des avancées. En effet, la plupart des Marolliens, en raison de leurs moyens, vivent au jour le jour et ont du mal à se projeter dans l'avenir.

### La symbolique du quartier
L’expropriation a aussi permis au quartier de prendre conscience de lui-même, de ses valeurs propres et d’imposer son point de vue. Le quartier devient même un symbole. On peut considérer que la bataille des Marolles constitue une matrice des luttes urbaines face à la Bruxellisation. La victoire du quartier, qui s’est opposé à la politique d’urbanisme mise en œuvre par l’État, a servi de premier exemple aux actions collectives futures de contestation,.

## Actualité

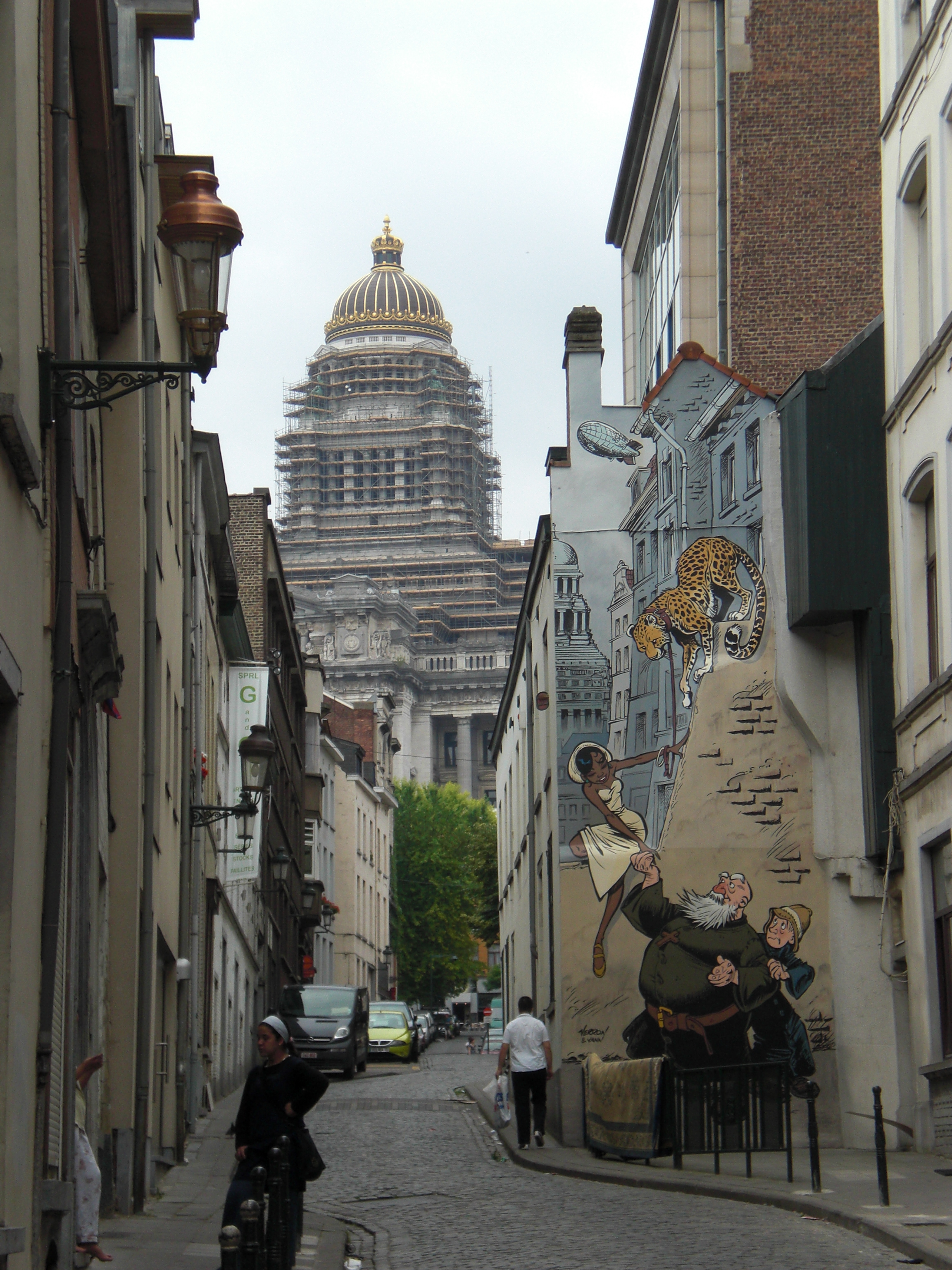
Rue des capucins située dans le Quartier de Marolles

À la suite de sa rénovation, le quartier des Marolles commence à séduire. On y observe l’arrivée d’une population jeune aux revenus moyens ou élevés. De plus, la hausse de l’immobilier au Sablon entraîne la migration de nombreux antiquaires vers les Marolles. Cela participe à la gentrification, ou embourgeoisement du quartier, présente depuis le début des années 2000, date de la fin de l’opération de rénovation,.
Cette gentrification entraîne le départ d’une partie de la population d’origine qui dispose de faibles revenus. Toutefois, en raison de liens de solidarité entre les premiers habitants, de la mixité sociale encouragée dans les nouvelles rénovations et de l’implantation de logements sociaux, on parle plutôt d’une cohabitation entre anciens et nouveaux habitants que d’un remplacement.
Cependant, malgré quelques avancées démocratiques, les problèmes de logement décent et de participation des citoyens aux décisions d’aménagement de la ville sont toujours d’actualité. Le coût du logement qui ne cesse d’augmenter dans le quartier pose également problème,.